# Colonel Wolodyjowski
Pour plus de détails, voir Fiche technique et Distribution.
Colonel Wolodyjowski (Pan Wołodyjowski) est un film polonais réalisé par Jerzy Hoffman, sorti en 1969.

## Synopsis
En 1668, le colonel Michał Wołodyjowski se retire dans un monastère et se remémore ses années de combats.

## Fiche technique
- Titre : Colonel Wolodyjowski
- Titre original : Pan Wołodyjowski
- Réalisation : Jerzy Hoffman
- Scénario : Jerzy Hoffman, Jerzy Lutowski d'après le roman de Henryk Sienkiewicz
- Musique : Andrzej Markowski
- Photographie : Jerzy Lipman
- Montage : Alina Faflik
- Société de production : Mosfilm, Film Polski et Zespol Filmowy Kamera
- Pays :  Pologne et  Union soviétique
- Genre : Aventure, historique, guerre et biopic
- Durée : 160 minutes
- Dates de sortie : 
  -  Pologne : 28 mars 1969

## Distribution
- Tadeusz Łomnicki : Michał Wołodyjowski
- Magdalena Zawadzka : Basia
- Mieczyslaw Pawlikowski : Onufry Zagloba
- Hanka Bielicka : Makowiecka
- Barbara Brylska : Krzysia Drohojowska
- Irena Karel : Ewa Nowowiejska
- Jan Nowicki : Ketling Hassling d'Elgin
- Daniel Olbrychski : Azja Tuhaj-Bejowicz
- Marek Perepeczko : Adam Nowowiejski
- Mariusz Dmochowski : Jan Sobieski
- Wladyslaw Hancza : Nowowiejski
- Gustaw Lutkiewicz : Lusnia
- Tadeusz Schmidt : Snitko
- Andrzej Szczepkowski : l'évêque Lanckoronski
- Leonard Andrzejewski : Halim
- Wiktor Grotowicz : Potocki
- Bogusz Bilewski : un colonel

## Distinctions
Le film a été présenté en sélection officielle en compétition au festival international du film de Moscou où Tadeusz Łomnicki a obtenu le prix d'interprétation masculine (ex æquo).